# Rehja och Nuasjärvi
Rehja och Nuasjärvi är en sjö i Finland. Den ligger i kommunerna Sotkamo och Kajana i landskapet Kajanaland, i den centrala delen av landet, 500 km norr om huvudstaden Helsingfors. Rehja och Nuasjärvi ligger 137,9 meter över havet. Den är 42 meter djup. Arean är 96,44 kvadratkilometer och strandlinjen är 171,31 kilometer lång. Sjön  ingår i Uleälvens huvudavrinningsområde. 